# 奔犛盧姆
奔犛盧姆(Yeak Loam) (高棉語發音：[jeaʔ laom])是一個湖，在柬埔寨東北部的臘塔納基里省一個熱門的旅遊地點。距臘塔納基里省首府邦隆約3英里（4.8公里），4000歲的火山口有美麗的湖泊。由於湖面的巨大的深度（157英尺或48米），它的水是非常乾淨的，清楚的。該湖幾乎呈完美的圓形，直徑0.45英里（0.72公里）。豐富的大樹，成了茂密的雨林，周圍的湖泊有很多珍奇鳥類和鸚鵡。

## 另請參見
- 柬埔寨火山列表